# Scilla (Schiff, 1985)
Die Scilla ist eine Eisenbahnfähre der zur italienischen Ferrovie dello Stato Italiane gehörenden Reederei Bluvia, die 1985 in Dienst gestellt wurde und seitdem auf der Strecke von Villa San Giovanni nach Messina im Einsatz ist.

## Geschichte

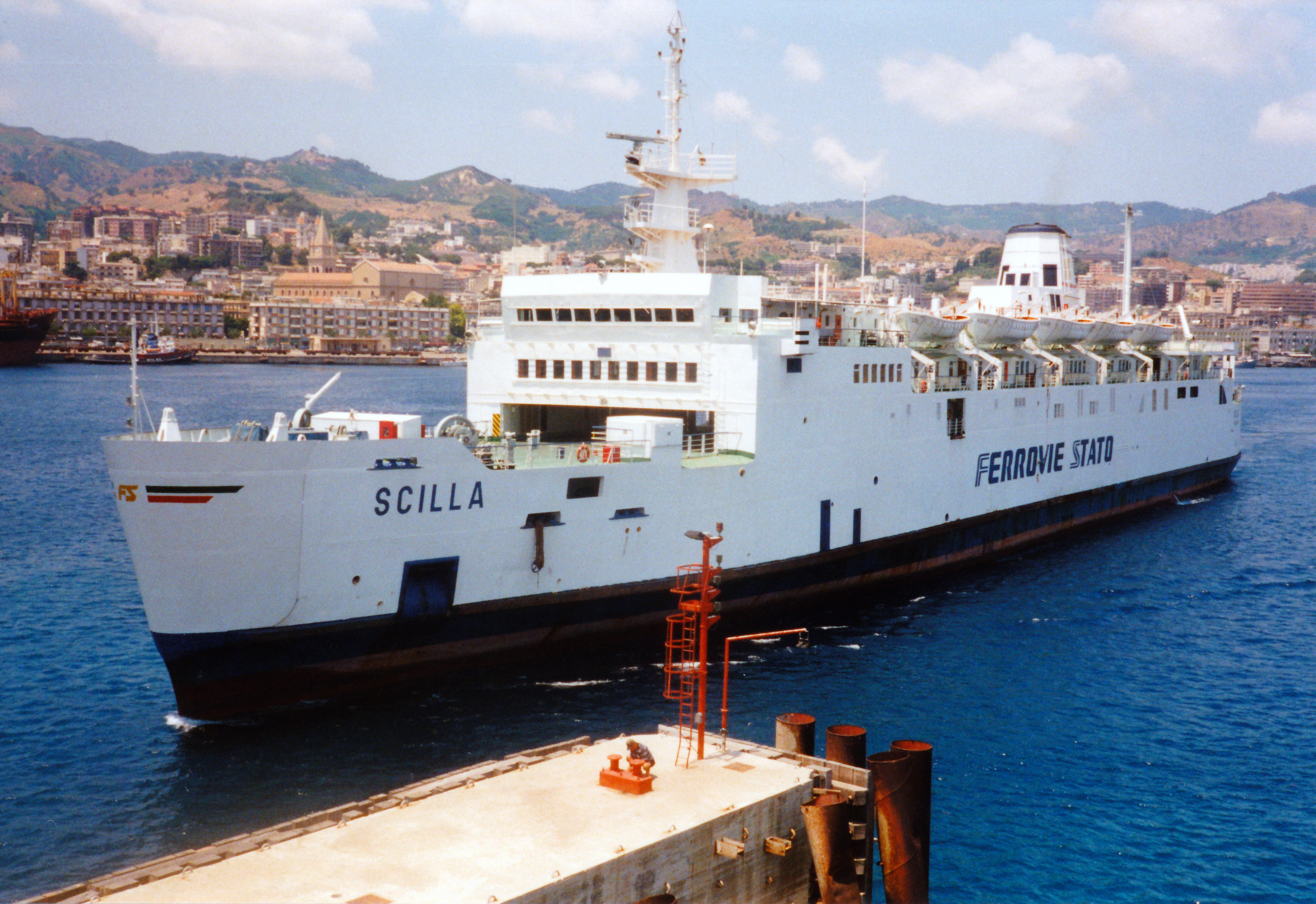
Die Scilla im Juni 1999

Die Scilla entstand unter der Baunummer 4402 bei Fincantieri in Castellammare di Stabia und wurde am 22. September 1984 vom Stapel gelassen. Nach der Ablieferung an die Ferrovie dello Stato Italiene nahm das Schiff im März 1985 den Fährdienst zwischen Villa San Giovanni nach Messina sowie von Civitavecchia nach Golfo Aranci auf.
Im April 1999 war die Scilla kurzzeitig auf der Strecke von Brindisi nach Durazzo in Fahrt, ehe sie wieder auf ihre alte Strecke zurückkehrte. Seit 2002 wird das Schiff von der zur Ferrovie dello Stato Italiene gehörenden Reederei Bluvia betrieben.
Die Scilla hat zwei baugleiche Schwesterschiffe, welche ebenfalls auf der Strecke von Villa San Giovanni nach Messina im Einsatz sind: Die 1985 in Dienst gestellte Villa sowie die 1989 in Dienst gestellte Logudoro.